# Constantin Constantinescu-Claps
Constantin Constantinescu-Claps (n. 20 februarie, 1884 Beceni, județul Buzău — d. 1961, Bacău) a fost un general de corp de armată român, care a luptat atât în al Doilea Război Balcanic cât și în cele două războaie mondiale. A fost un ofițer corect, bun luptător, ocrotitor al cetățenilor români și minoritari (evrei).

## Date biografice
Constantin Constantinescu-Claps s-a născut la data de 20 februarie 1884 în localitatea Beceni, județul Buzău. Între anii 1903 - 1905 a absolvit „Școala militară de artilerie și geniu” iar între anii 1919 și 1920, „Școala  superioară de război” din București.

## Cariera militară
A făcut parte din Regimentul 12 artilerie cu care a participat la al Doilea Război Balcanic din anul 1913. Cu aceiași unitate a luptat și în Primul Război Mondial, în campania de ofensivă din Transilvania din 1916 (pentru care a fost decorat cu ordinul Coroana României cu spade în grad de cavaler) precum și în bătăliile de apărare din 1917, la Măgura Cașinului, având funcțiile de comandant de baterie și de divizion.
Până în anul 1943 a îndeplinit mai multe funcții importante în ierarhia militară: Comandant al Regimentului 4, artilerie grea (februarie 1925 - iulie 1933), al Brigăzii 7 artilerie (august 1933 - martie 1935) și al Diviziilor 12 de infanterie (noiembrie 1937 - octombrie 1939). 
A fost înaintat în 25 octombrie 1939 la gradul de general de divizie și în 24 ianuarie 1942 la gradul de general de corp de armată.
Devine comandantul corpurilor de armată 10 și 11 (octombrie 1939 - noiembrie 1941) și al Armatei 4 în perioada noiembrie 1941 - februarie 1943. În perioada ocupării de către URSS a Basarabiei și Bucovinei de nord din 1940, a asigurat retragerea Corpului 10 armată din nordul Bucovinei.
La începutul celui de-al Doilea Război Mondial, i s-a încredințat comanda sectorului de luptă de pe cursul inferior al Prutului. După eliberarea părții de sud a Basarabiei, s-a ocupat de apărarea Nistrului, în sectorul Vadul lui Vodă. S-a ocupat foarte bine de aceste sarcini, așa cum aprecia generalul Nicolae Ciupercă, comandantul Armatei 4: 
„Generalul Constantinescu a condus corpul de armată cu multă destoinicie [...] cauzând, indirect, retragerea forțelor bolșevice între Limarul Nistrului și lacul Suhoz. [...] Îl consider ca un foarte bun comandant de corp de armată, care se destinge prin devotament deosebit și printr-un optimism prețios.”
La data de 8 noiembrie 1941 i s-a acordat comandamentul Armatei 4 române, pe care a condus-o într-una dintre cele mai grele situații în care s-a aflat armata română, în Stepa Calmucǎ, la sud de Stalingrad. Din cauza superiorității inamicului, în special în tancuri precum și din cauza condițiilor grele în care au trebuit să lupte militarii români, armata a fost învinsă de forțele sovietice, în apropiere de malurile Volgăi. A fost eliberat de la conducerea Armatei a IV-a la 24 ianuarie 1944.
A fost înaintat pe 9 septembrie 1944 la gradul de general de armată în rezervă.

## Relația cu evreii
La izbucnirea războiului s-au creat lagăre de ostatici evrei în două sinagogi din Bacău. Datorită dispozițiilor date de generalul Constantinescu-Claps, regimul ostaticilor a fost omenos iar evreii nu au fost inutil șicanați. Generalul s-a interesat personal de situația evreilor din lagăre și a dat dispoziții necesare pentru ameliorarea situației lor. Prin intervențiile sale, la ghetoul din Tiraspol a fost atașat un medic evreu, s-au creat cantine și ateliere, iar muncitorii evrei au primit rații de pâine. În anul 1944 generalul Ioan Mihail Racoviță a dorit să introducă ghetoul în Bacău, iar apoi în toată Moldova. Constantinescu-Claps a organizat o audiență conducătorului comunității evreiești, Milucă Schuller, în fața generalului Racoviță și a mareșalului Ion Antonescu în urma căreia ghetoul nu a mai fost creat. Profesorul universitar Albert Scheiber afirma despre general că:
„Este un om onest și cinstit, ce nu a făcut vreodată discriminare rasială. Aceste intervențiuni le-a făcut dezinteresat, din spirit de umanitate. Modul său de comportare față de populația evreiască din Bacău a fost de sprijin și ocrotire.”

## Arestarea și eliberarea
La data de 15 august 1949, generalul a fost ridicat de la domiciulul său din Bacău, fiind învinuit, inițial, că ar fi avut legături cu membrii fostului Partid Național Țărănesc. După cercetări s-a dovedit că în realitate cel implicat era fiul său, avocatul Constantin Constantinescu, generalul fiind eliberat la data de 1 septembrie 1949, cu obligația de a nu divulga locația în care a fost reținut. 
A fost din nou arestat, preventiv, la 19 septembrie 1951 și închis la penitenciarul Văcărești, în urma „mărturisirilor” făcute de colonelul Marcel Petala (condamnat imediat după război la muncă silnică pe viață), precum că ar fi primit ordin de la general de a-i executa pe patru partizani din Beleaevka (URSS). Generalul nu a recunoscut această faptă, cerând să fie confruntat cu Marcel Petala sau ca acesta să fie audiat în proces. La data de 30 mai 1955, Tribunalul Suprem a hotărât prin Decizia nr. 1057, ca acesta să execute 15 ani de temniță grea. La data de 23 septembrie 1955, președintele Tribunalului Suprem, Alexandru Voitinovici, a decis anularea condamnării, Constantinescu Constantin-Claps fiind achitat și eliberat la 26 septembrie 1955.

## Decorații
- Ordinul „Steaua României” în grad de Comandor (9 mai 1941)[8]